# Myosotis popovii
Myosotis popovii är en strävbladig växtart som beskrevs av Dobroc. Myosotis popovii ingår i släktet förgätmigejer, och familjen strävbladiga växter. Inga underarter finns listade i Catalogue of Life.